# São Carlos (stad)
São Carlos is een stad en gemeente in de Braziliaanse deelstaat São Paulo. Zij ligt in de staat São Paulo en in de gelijknamige microregio São Carlos op zo'n 230 kilometer ten noordoosten van São Paulo. De stad telde 254.857 inwoners in 2022.

## Aangrenzende gemeenten
De gemeente grenst aan Américo Brasiliense, Analândia, Araraquara, Brotas, Descalvado, Ibaté, Itirapina, Luís Antônio, Ribeirão Bonito, Rincão en Santa Lúcia.

## Onderwijs
São Carlos is een studentenstad en beschikt over twee vestigingen van de Universiteit van São Paulo en een eigen universiteit, namelijk Universidade Federal de São Carlos.

## Religie
De stad is de zetel van het rooms-katholieke bisdom São Carlos.

## Stedenbanden
São Carlos heeft stedenbanden met:
- Coimbra (Portugal), sinds 1970
- Tecumseh (Verenigde Staten), sinds 1997
- Santa Clara (Cuba), sinds 2005
- Santa Cruz (Brazilië)

## Geboren
- Ronald Golias (1929-2005), acteur en komiek
- Maurren Maggi (1976), atlete
- Carla Moreno (1976), triatlete
- Fábio Aurélio (1979), voetballer
- Maybyner Rodney Hilário, "Nenê" (1982), basketballer
- Izabel Goulart (1984), model